# Simulium middlemissae
Simulium middlemissae är en tvåvingeart som beskrevs av Craig 1997. Simulium middlemissae ingår i släktet Simulium och familjen knott. Inga underarter finns listade i Catalogue of Life.